# Atlántida Sport Club
Pour les articles homonymes, voir Atlántida.
Maillots
Dernière mise à jour : 5 décembre 2010.
L’Atlántida Sport Club est un club de football paraguayen basé dans la ville d’Asuncion. Il a été créé en 1906 dans le quartier de Barrio Obrero.

## Historique
Ses meilleurs résultats ont été trois deuxièmes places dans le championnat de première division en 1910, 1911 et 1936.
Le club a été fondé juste avant noël, le 23 décembre 1906 par Flaviano Díaz, Héctor Díaz, Lino Bogado, Miguel Ferraro et Antonio Tavarozzi.
Flaviano Díaz en est le tout premier president.
Même si l’Atlántida SC est un des plus anciens clubs paraguayens, il a toujours été dans l’ombre de ses voisins, le Club Nacional, le Club Cerro Porteño et le Club Sol de América.

## Palmarès
- Championnat du Paraguay
  - 2e en 1910, 1911 et 1936.

- Championnat du Paraguay D2
  - Champion en 1927 et 1951

- Championnat du Paraguay D3
  - Champion en 1960, 1978 et 1981